# Isaac Rosenfeld
Isaac Rosenfeld (geboren 10. März 1918 in Chicago; gestorben 14. Juli 1956 ebenda) war ein US-amerikanischer Schriftsteller.

## Leben
Isaac Rosenfeld wuchs in Chicago auf, seine Mutter Miriam starb früh. Der drei Jahre ältere Saul Bellow zog in seine Nachbarschaft, beide schrieben zur gleichen Zeit für ihre Schulzeitung. Rosenfeld studierte an der University of Chicago bei Eliseo Vivas und Rudolf Carnap. Er machte 1939 einen B.A. und 1941 einen M.A. Er heiratete die Kommilitonin Vasiliki Sarantakis, sie hatten zwei Kinder, sie wurden 1951 geschieden. Er studierte ab 1941 Philosophie an der New York University, gab das Studium aber alsbald auf und versuchte sich als Schriftsteller und Journalist. Rosenfeld war Ende der 1940er Jahre von den Schriften Wilhelm Reichs beeinflusst und hatte seinen Orgonakkumulator, er distanzierte sich später davon. Er verkehrte in New Yorker Literatenkreisen und wurde anfänglich zum Beispiel von Alfred Kazin und Irving Howe hoch eingeschätzt. Er veröffentlichte 1946 einen Roman (Passage from Home) über einen Vater-Sohn-Konflikt in einer jüdischen Familie, der von Diana Trilling und Irving Howe bei seinem Erscheinen hochgelobt wurde. Mit dem er aber, so die spätere Kritik von Steven Zipperstein (2002), kein dichterisches Neuland beschritt. Rosenfeld litt an Schreibblockaden und konnte seine eigenen hochgesetzten literarischen Ziele nicht erreichen. Er schrieb Kurzgeschichten und Artikel für The Nation, Partisan Review und The New Republic. Einige der Feuilletons wurden postum in dem Sammelband An Age of Enormity herausgegeben, eine Sammlung von Short Stories erschien, ebenfalls postum, unter dem Titel Alpha and Omega. In seinem Nachlass befanden sich fünf unfertige Romanentwürfe. Seine Bücher wurden bisher nicht ins Deutsche übersetzt. 
Rosenfeld ging 1951 für einen Lehrauftrag an die University of Minnesota, wo er auf Bellow, John Berryman und Allen Tate traf, ab 1954 arbeitete er in Chicago. Er starb 38-jährig an einem Herzinfarkt in einem dunklen Chicagoer Einzimmerappartement, wie Bellow im Oktober 1956 in seinem Nachruf im Partisan Review bemerkte, vereinsamt (alone). Zipperstein (2002) nennt verschiedene Poeten, die die Metapher des vereinsamten und gescheiterten Dichters Rosenfeld ausschmückten, weist aber nach, dass Rosenfeld tatsächlich in einer hellen Zweizimmerwohnung wohnte, einem Lehrauftrag an einer Abendschule der Universität Chicago nachging, ein Cabrio fuhr, verliebt war, Schreibprojekte schmiedete und am Tag seines Todes Frauenbesuch hatte.
Sein Freund Bellow gab 1959 im Roman Henderson the Rain King der literarischen Figur King Dahfu Züge von Rosenfeld und Wallace Markfield beschrieb ihn im Roman To an Early Grave in der Figur des Leslie Braverman, der Regisseur Sidney Lumet machte 1968 aus dem Buch den Film Bye Bye Braverman.

## Werke
- Passage from Home. New York : Dial Press, 1946
- On the Role of the Writer and the Little Magazine, in: David Ray (Hrsg.): The Chicago Review Anthology. University of Chicago Press, 1959
- An Age of Enormity. London : MacGibbon-Kee, 1962
- Alpha and Omega. Cleveland : World Publishing, 1966
- Mark Shechner (Hrsg.): Preserving the Hunger. An Isaac Rosenfeld Reader. Vorwort Saul Bellow. Detroit : Wayne State University Press, 1988